# Monika von Boch
Monika von Boch, eigentlich Monika von Boch-Galhau (* 31. März 1915 in Mettlach; † 4. Juli 1993 ebenda) war eine deutsche Künstlerin.

## Leben
Monika von Boch wurde 1915 als Tochter des Fabrikanten Roger von Boch-Galhau (1873–1917) und dessen Ehefrau Maria Reichsfreiin von Fürstenberg (1880–1962) geboren. Während des Zweiten Weltkriegs machte sie eine Ausbildung zur Krankenschwester in Bad Kreuznach. Auch im Familienunternehmen Villeroy & Boch war sie eingebunden: Sie kümmerte sich um den Aufbau einer Firmengärtnerei und war ab 1948 für die Einrichtung der Firmenbibliothek und das Firmenarchiv verantwortlich. Zwischen 1950 und 1953 besuchte von Boch Abendkurse an der Staatlichen Schule für Kunst und Handwerk in Saarbrücken, wo sie Schülerin von Otto Steinert war. Sie beteiligte sich auch an der von Otto Steinert organisierten Ausstellung "subjektive fotografie" an der Staatlichen Schule für Kunst und Handwerk.
Ab 1952 war sie Werksfotografin bei Villeroy & Boch in Mettlach. Im Oktober 1960 wurde sie Mitglied der Künstlergruppe Neue Gruppe Saar. Im November des gleichen Jahres erwarb Edward Steichen  zwei Fotografien von Monika von Boch für das Museum of Modern Art in New York City. 1963 stieg sie aus der Unternehmensgruppe aus und war fortan freischaffend tätig. 1964 folgte eine erste Einzelausstellung in der Österreichischen Staatsdruckerei Wien, außerdem waren Werke von ihr in der von Karl Pawek organisierten Weltausstellung der Fotografie zu sehen. 1968 wurde sie Mitglied des Deutschen Werkbundes. Ab 1983 arbeitet sie vor allem mit Keramiken.
Kurz vor ihrem Tod hatte sie 1992/93 eine letzte Ausstellung im Saarlandmuseum Saarbrücken.

## Werk
Monika von Bochs Schwarzweiß-Fotografie ist stark inspiriert von ihrem Lehrer Otto Steinert, dem Begründer der „subjektiven Fotografie“. Wie ihr Lehrer war auch von Boch fasziniert von einer Fotografie, deren Anliegen nicht in der Wiedergabe der objektiven Realität ist, sondern die Deutung und Interpretation durch eigene subjektive Bildvorstellungen. Intensiv experimentierte sie mit Sujet und Material und arbeitete mit komplexen Bildkompositionen. So beschäftigte sie sich mit den Strukturen verschiedener Materialien, suchte die Auseinandersetzung mit Hell-Dunkel-Verhältnissen. Neben Steinert beeinflusste sie auch der Fotographiker Kilian Breier, mit dem sie in ihrer Zeit als Werksfotografin von Villeroy & Boch zusammengearbeitet hatte.

## Ehrungen
Seit 2003 verleiht das Museum Schloss Fellenberg alle zwei Jahre den „Monika von Boch-Preis für Fotografie“.

## Ausstellungen (Auswahl)

### Einzelausstellungen
- 1964: Österreichische Staatsdruckerei, Wien und Universalmuseum Joanneum, Graz
- 1966: Galerie Elitzer, Saarbrücken
- 1968: Galerie Clarissa, Hannover
- 1968:  Städtisches Museum Trier
- 1969: Optische Varianten – Monika von Boch Fotografien, Modern Art Museum, München
- 1970: Europäische Akademie Otzenhausen
- 1973: Galerie St. Johann, Saarbrücken
- 1977: Schering Kunstverein, Berlin
- 1982: Monika von Boch. Steine, Photo Galerie 52, Luxembourg
- 1982/83: Monika von Boch. Das fotografische Werk 1950–1980, München, Nancy, Saarbrücken, Mainz
- 1983: Textilmuseum Neumünster
- 1983: Städtisches Museum Saarlouis
- 1988: Photographie und Keramik, Keramik-Museum Mettlach, Musée Régional Sarreguemines
- 1988: Monika von Boch – Rétrospective, Musée de la Photographie Charleroi
- 1992/93: Monika von Boch. Fotografie, Saarlandmuseum Saarbrücken
- 1997: Monika von Boch. Die Natur des Abstrakten, Saarlandmuseum Saarbrücken
- 2003: Monika von Boch, Museum Schloss Fellenberg, Merzig
- 2005: „Themenwechsel“ Monika von Bochs Fotografien aus Algerien, Saarlandmuseum,  Saarbrücken, Landesgalerie
- 2006: 'Galerie St. Johann, Saarbrücken
- 2013: Monika von Boch. Fotografien, Galerie St. Johann, Saarbrücken

### Gruppenausstellungen
- 1954: Salon of Photography, Stockholm
- 1954: subjektive fotografie 2, Saarbrücken
- 1954/55: Steinert und Schüler, Buenos Aires, Stockholm, Barcelona, Brüssel
- 1956: Gestalterische Photographie – Otto Steinert und Schüler, Darmstadt, Institut für Neue Technische Form
- 1957–1959: Steinert und Schüler – Fotografie als Bildgestaltung, Darmstadt, Kiel, Tokio, Karlstadt/Schweden, Göppinger Galerie Frankfurt, Folkwangschule, Essen
- 1960: Ungegenständliche Photografie, Gewerbemuseum Basel
- 1960: 3. Biennale internazionale della fotografia "Fotografi della nuova Generazione", Pescara
- 1961: Salon International du Portrait Photographique, Bibliothèque nationale de France, Paris
- 1962: Nouvelles Voies de la photographie, Musée de l' Ètat Luxemburg
- 1964: Weltausstellung der Fotografie, Helmhaus Zürich
- 1966: neue gruppe saar, Galerie Moering Wiesbaden, Galerie Bernd Clasing Münster, Galerie Elitzer Saarbrücken, Haus Metternich Koblenz
- 1969: Malerei/Skulptur/Grafik aus dem Saarland, Pfalzgalerie Kaiserslautern
- 1970: Fotografinnen, Museum Folkwang, Essen
- 1973: Subjektive Fotografie – Monika von Boch. Deutsches Kulturinstitut, Lyon
- 1975: neue gruppe saar, Städtisches Museum Simeonstift, Trier
- 1976: Pfälzische Sezession, Pfalzgalerie Kaiserslautern
- 1977: Künstlerische Fotografie, Moderne Galerie des Saarlandmuseums Saarbrücken
- 1978: neue gruppe saar, Abbaye des Prémontrés, Pont à Mousson
- 1979: Künstlerische Bildnis-Fotografie, Saarlandmuseum Saarbrücken
- 1981: Sammlung Steinert, Fotografische Sammlung Museum Folkwang, Essen
- 1982: Kunstsituation Saar, Skulpturenmuseum Glaskasten, Marl
- 1985/86: Der Baum, Stadtgalerie Saarbrücken
- 1990/91: Otto Steinert und Schüler, Museum Folkwang Essen
- 1996/97: Industrie Menschen Bilder, Historisches Museum Saar, Saarbrücken
- 1998/99: Zwischen Abstraktion und Wirklichkeit – Die Fotografie der 50er Jahre, Kunstverein Ludwigshafen
- 2002/03: Subjektive Fotografie 1948–1959. Otto Steinerts Schüler in Saarbrücken, Museum Haus Ludwig Saarlouis, Oberhausen
- 2003: Monika von Boch und ihre Freunde, Museum Schloß Fellenberg, Merzig
- 2003/04: neue gruppe saar, Museum Haus Ludwig, Saarlouis
- 2005: Themenwechsel: Landschaftsfotografien, Saarlandmuseum, Saarbrücken, Landesgalerie
- 2005: Themenwechsel: Fotogramme, Saarlandmuseum, Saarbrücken, Landesgalerie
- 2006: Themenwechsel Industriefotografien, Saarlandmuseum, Saarbrücken, Landesgalerie
- 2006: Themenwechsel Paris – Bilder einer Stadt, Saarlandmuseum, Saarbrücken, Landesgalerie
- 2006: Themenwechsel Portraitfotografie, Saarlandmuseum, Saarbrücken, Landesgalerie
- 2009: Gebanntes Licht – Die Fotografie im Saarlandmuseum von 1844 bis 1995, Moderne Galerie Saarlandmuseum, Saarbrücken
- 2012: Saarland Kunst der 50er Jahre, Saarland Museum, Saarbrücken
- 2013: Saar Art 2013, Landeskunstausstellung, Museum St. Wendel